# Station Enschede Noord
Station Enschede Noord is een voormalig station in Enschede, van het type GOLS groot, en lag onmiddellijk ten noorden van het huidige station van Enschede.

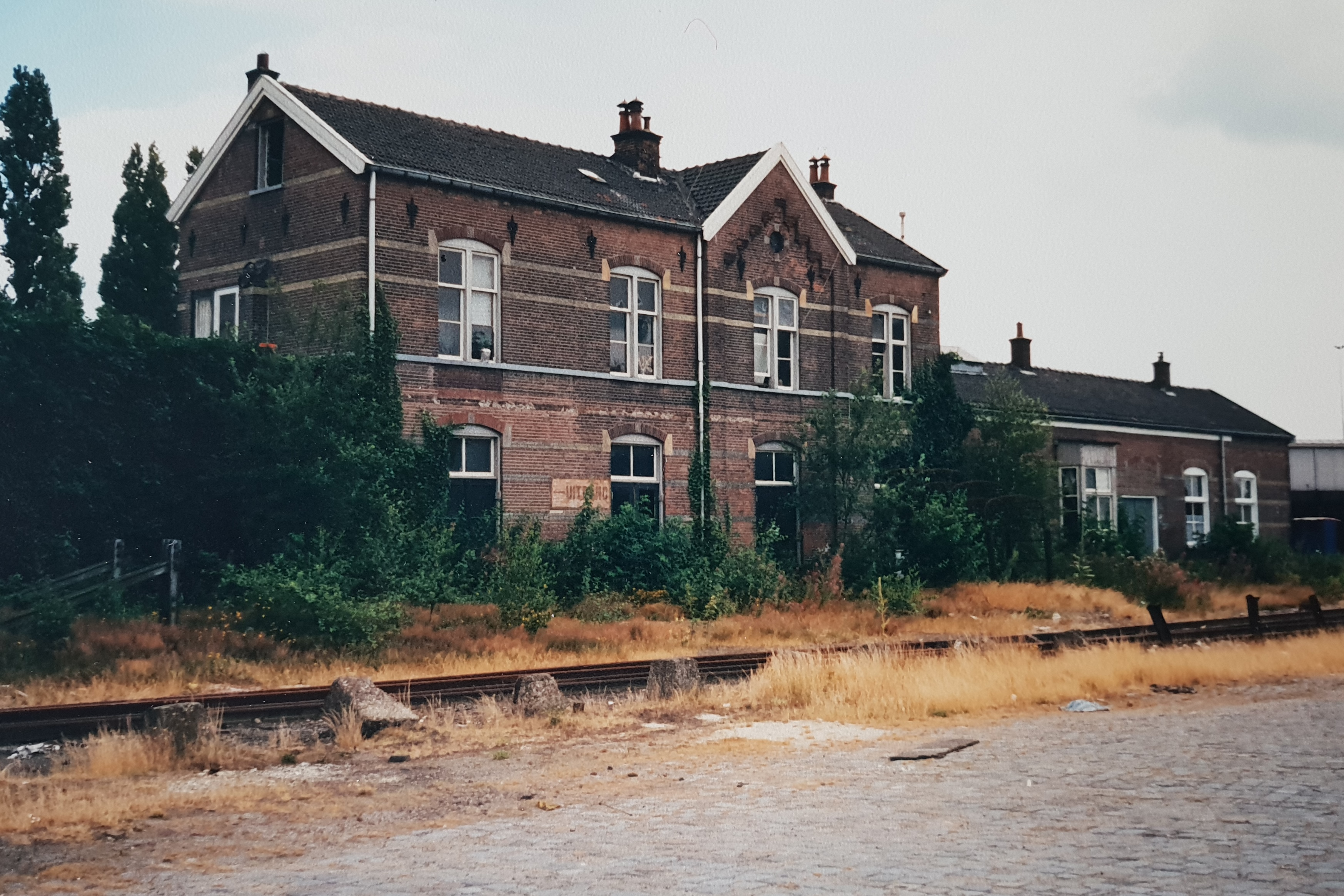
Station Enschede Noord in 1989

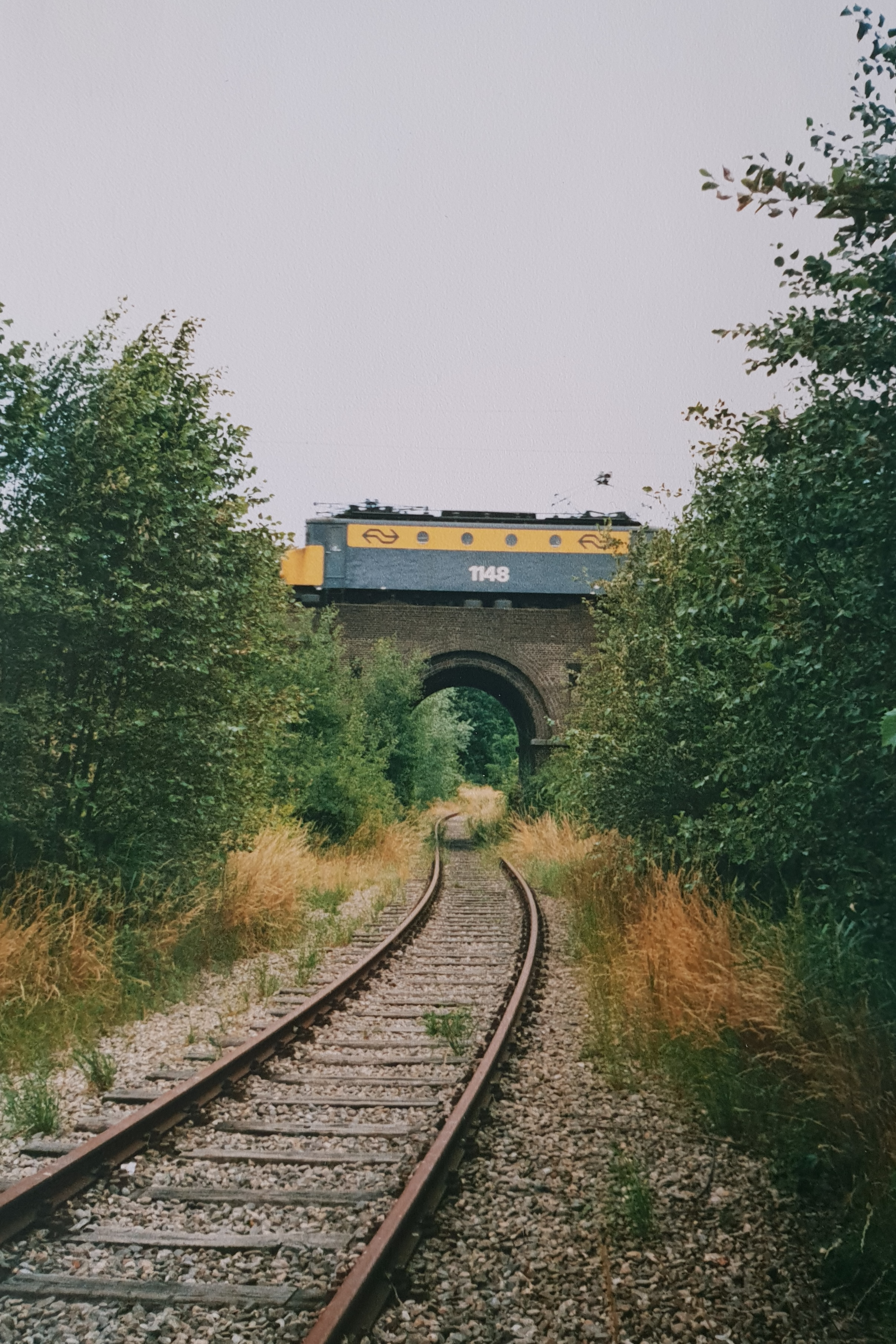
Twekkelertunneltje in 1989

Toen de GOLS de spoorlijn Boekelo - Enschede in 1885 aanlegde wilde deze maatschappij gebruikmaken van het reeds bestaande Station Enschede, dat eigendom was van de Staatsspoorwegen (SS), maar door de grote concurrentie tussen spoorwegmaatschappijen destijds, weigerde de SS de GOLS toestemming te geven van hun station gebruik te maken. Daarom werd besloten een nieuw station, Enschede Noord, te bouwen net ten noorden van het bestaande station. De twee spoorlijnen sloten niet op elkaar aan. Er werd een tunnel onder de bestaande spoorlijn naar Almelo aangelegd voor de spoorlijn van Boekelo naar Enschede Noord. Dit Twekkeler- of Bouwhuistunneltje is begin jaren ‘90 dichtgemetseld en onder het talud van de spoorlijn Enschede - Hengelo verdwenen. Het lag enkele tientallen meters ten westen van het huidige viaduct van de Lambertus Buddestraat.
Door deze concurrentiestrijd is het spoorwegnet in Enschede nogal inefficiënt aangelegd. Op 10 april 1890 werd vanaf Enschede Noord door Lokaalspoorwegmaatschappij Enschede – Oldenzaal een lijn naar Oldenzaal geopend.
Het station Enschede-Noord werd geopend op 7 december 1885 en bleef geopend voor reizigersvervoer tot 3 oktober 1937 (de GOLS werd trouwens op 1 juli 1920 'genaast' door de HSM). Later werd er wel een verbinding aangelegd met het emplacement van Station Enschede en deed het station dienst als goederenstation tot 1989, toen het station werd gesloopt na een brand, hierna werd ook het emplacement gesaneerd (1990). De lijnen naar Boekelo, Enschede-Zuid en Oldenzaal waren toen trouwens ook allang opgebroken.

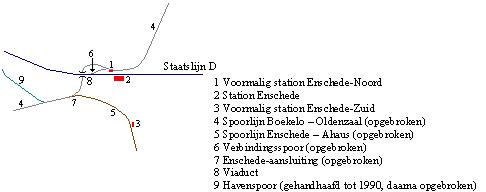
Overzichtskaartje van de (voormalige) stations en (voormalige) spoorwegen van Enschede. Het kaartje geeft een beeld van de ingewikkelde wijze waarop het spoorwegnet van Enschede in elkaar zat. Het zogenaamde havenspoor is later aangelegd ten behoeve van lokale industrie, nadat deze lijn is opgebroken, werd het emplacement van station Enschede-Noord gesaneerd (1990).